# 258 (szám)
A 258 (kétszázötvennyolc) a 257 és 259 között található természetes szám.

## A matematikában
- Szfenikus számok
- Előállítható négy prímszám összegéből. (59 + 61 + 67 + 71),